# 基亞克薩雷斯
基亞克薩雷斯（Cyaxares，或稱Hvakhshathra、Kayxosrew；？—前585年），是古代西亞米底王國的第四任君主。他的在位年期為前625年—前585年，共41年。
基亚克萨雷斯将女儿阿米蒂斯嫁与新巴比伦的尼布甲尼撒二世，两国正式联合。公元前612年，基亚克萨雷斯联合新巴比伦再攻打尼尼微，并于8月将其攻陷。公元前609年，强盛一时的亚述灭亡，领土被新巴比伦王国、米底亚帝国和埃及瓜分。此后，基亚克萨雷斯继续西进，消灭了乌拉尔图王国，并与小亚细亚的强国吕底亚发生战争。两国在哈吕斯河一带展开激烈的战斗，接连五年也没有决出胜负。公元前582年，泰勒斯预测日食的发生，由于日蚀关系，米底与吕底亚结束战斗。在泰勒斯协助下，两国结为友邦。

## 延伸閱讀
- Nos ancêtres de l'Antiquité（法语：Référence:Nos ancêtres de l'Antiquité (Christian Settipani)） (1991), Christian Settipani（英语：Christian Settipani）, p. 152

## 外部連結
- Mehrdad Izady. The Kurds: A Concise Handbook, Taylor & Francis, 1992, p. 88. （页面存档备份，存于）
- Livius.org: Cyaxares（页面存档备份，存于）

| 前任： 馬地奧斯 | 米底王國君主 前625年—前585年 | 繼任： 阿斯提阿格斯 |